# Djamel Ould Abbes
Djamel Ould Abbes, né le 24 février 1934 à Tlemcen, est un homme politique algérien, membre du FLN.
Dans le contexte des manifestations de 2019 en Algérie, il est arrêté pour corruption et emprisonné à la prison d'El-Harrach.  Il est condamné l'année suivante à huit ans de prison.

## Biographie
Il devient à l'indépendance directeur de la santé de la wilaya de Tlemcen. L'importance et le contenu  de son engagement durant la guerre d'indépendance sont contestés par d'anciens combattants du FLN,.
Il est député jusqu'en 2012. En 1994, il devient membre du Conseil national de transition, contre l'avis du FLN.
En janvier 2013, il est nommé sénateur du tiers présidentiel. Il en devient vice-président en janvier 2016,.
En octobre 2016, il devient secrétaire général du FLN. Le 14 novembre 2018, Djamel Ould Abbes présente sa démission du poste de secrétaire général du FLN pour des « raisons de santé »,. Le 17 novembre 2018, un communiqué du FLN dément l'information. Finalement, l'éjection d'Ould Abbes du parti est confirmée le 26 novembre, il est remplacé par une instance dirigeante, dirigée par Mouad Bouchareb et créée « sur ordre » du président Bouteflika.
Dans le contexte des manifestations de 2019 en Algérie, qui ont notamment entraîné la démission du président Abdelaziz Bouteflika, il retrouve son poste pour convoquer une réunion du comité central pour le 23 avril 2019. Le 30 avril, Mohamed Djemiai lui succède.

## Procès
Une procédure de levée de son immunité de sénateur est lancée à son encontre. Il y renonce en juin 2019.
Le 8 juillet 2019, Djamel Ould Abbes est convoqué par la Cour suprême. Il est poursuivi en tant qu'ancien ministre de la Solidarité nationale pour dilapidation de deniers publics, conclusions de contrats contraires à la réglementation, mauvaise utilisation de la fonction et falsification de procès-verbaux publics. Le juge d'instruction près de la Cour suprême le place sous mandat de dépôt et il est transféré à la prison d'El-Harrach. Il est accusé d’avoir détourné plus de 700 milliards de centimes.
Djamel Ould Abbes est condamné le 16 septembre 2020 à huit ans de prison.
Son fils, El Wafi Fouad Ould Abbes, est condamné par contumace à 10 ans de prison et fait également l'objet d'un mandat d'arrêt international émis par la justice algérienne. Il est accusé de blanchiment d’argent dans le cadre d’une organisation criminelle et trafic d’influence pour l’obtention d’indus avantages. El Wafi Ould Abbes a été arrêté le 9 juin 2021 par Interpol au Venezuela.
Le 8 août 2022, il est condamné à  trois ans de prison pour « dilapidation de deniers publics, à la suite du détournement avéré de fonds à partir du compte du ministère de la Solidarité nationale, abus de fonction, blanchiment d'argent et défaut de déclaration de biens ». Il n'est pas clair qu'il s'agit ou non d'un procès en appel lié à la première condamnation. Le 27 novembre 2022, Djamel Ould Abbes est condamné, pour, semble-t-il, la même affaire, à quatre ans de prison ferme, à une amende de quatre millions de dinars et à la saisie de ses biens pour dilapidation et détournement de deniers publics.

## Polémiques
Djamel Ould Abbes s'est fait connaitre par plusieurs déclarations étonnantes. Il a affirmé que le niveau de vie en Algérie était plus élevé qu’en Suède. Ould-Abbes prétend aussi avoir été l'ami personnel de Yasser Arafat, et étudié avec la chancelière allemande Angela Merkel à l'université de Leipzig, alors que celle-ci avait 10 ans lorsqu'il avait terminé ses études de médecine. Il a aussi déclaré avoir inventé un appareil de radiographie pour lequel le gouvernement allemand lui aurait décerné une médaille. 
Grand admirateur du président Abdelaziz Bouteflika, Djamel Ould Abbes le rappelle souvent. Le 20 mai 2017, il a affirmé : « Certains disent que Djamel Ould Abbes cire les pompes du Président. Oui, je vais encore le faire ! Ce n'est pas une honte ». Le 18 février 2018 à Tlemcen, il déclare qu'Abdelaziz Bouteflika est  « un lion qui, quand il rugissait, terrifiait les lapins et les loups, qui partaient se cacher ». En septembre 2018, il affirme « Vous avez vu la chancelière allemande tendre l'oreille au président Bouteflika et l'écouter attentivement. Nous avons un Président géant, écouté par les grands de ce monde ».

## Fonctions
- 1982-1992 : Député à l'Assemblée populaire nationale (FLN).
- 1994-1997 : Membre du Conseil national de transition
- 1996-1997 : Président de la Commission des Affaires étrangères au CNT
- 1999-2001 : Ministre de la solidarité nationale.
- 2001-2002 : Ministre de la Solidarité nationale et de l'Action sociale.
- 2003-2007 : Ministre de la Solidarité nationale et de l'Emploi.
- 2007 : Député à l'Assemblée populaire nationale (FLN)[27].
- 2007-2008 : Ministre de la Solidarité nationale.
- 2008-2010 : Ministre de la Solidarité nationale, de la Famille et de la Communauté nationale à l'étranger.
- 2010-2012 : Ministre de la Santé, de la Population et de la Réforme hospitalière.
- 2016-2019 : Secrétaire général du parti du FLN.
- 2019 : Vice-président du Conseil de la nation.